# Écoche
Écoche este o comună în departamentul Loire din sud-estul Franței. În 2009 avea o populație de 542 de locuitori.

## Evoluția populației
| An        | 1975 | 1982 | 1990 | 1999 | 2006 | 2009 |
| --------- | ---- | ---- | ---- | ---- | ---- | ---- |
| Populație | 308  | 353  | 371  | 413  | 506  | 542  |